# Harold Orozco
Harold Orozco Rengifo (Cali, 24 de febrero de 1947 - Medellín, 1 de mayo de 2017) fue un cantante, arreglista, y compositor colombiano. Reconocido por ser uno de los intérpretes de la nueva ola en Colombia. Entre sus principales influencias estaba Elvis Presley y Paul Anka.Con él llegaron, Kenny Pacheco, Ernesto Castro, Mariluz, Vicky, Claudia de Colombia, Lida Zamora, Óscar Golden, Los Flippers, Los Yetis, Los Ampex y Juan Nicolás Estela. Fue el máximo promotor de la nueva ola colombiana hasta 1980.

## Biografía
Creció en el barrio San Fernando, en Cali, junto a sus padres, Malek y Alba. A los 7 años, en Navidad, sus padres le regalaron una guitarra, y luego comenzó a tomar clases de técnica clásica con el profesor Nino Subelli. Durante su infancia y adolescencia, escuchó tangos, boleros y sones, del gusto de su familia, así como vio las películas dedicadas a la juventud en los años 50. Sin embargo, todo cambió cuando a su casa llegaron los discos de Elvis Presley, pues se entusiasmó por su música, su figura y su idioma, con el que estaba familiarizado gracias a su colegio bilingüe. Luego de eso, consiguió una guitarra eléctrica japonesa, marca Teisco, y empezó a participar en concursos, o a participar en cuanta tarima se encontrara en las fuentes de soda. Allí se relacionó con el grupo tropical Los Bobby Soxers, que rápidamente combinaron la cumbia y la guacharaca con el rock'n roll. Rápidamente, buscó la manera de viajar a Bogotá para poder ampliar su círculo profesional. Con la condición de terminar sus estudios, sus padres autorizaron su viaje y lo ayudaron a buscar opciones en la Universidad Libre de Colombia, que le ofrecía la posibilidad de estudiar en una sola jornada.
Con gran admiración por la incipiente industrial musical bogotana, que giraba en parte en torno a varias emisoras y canales de televisión, comenzó su carrera profesional en el género rock en 1964. Harold cuenta cómo, un día, logró inmiscuirse en los estudios de Inravisión, en donde conoció a Gloria Valencia de Castaño, Rebeca López y Otto Greiffenstein, quienes lo invitaron a cantar en el programa "Fantasía en cristal". Allí conoció a Carlos Pinzón y a Alfonso Lizarazo, quienes le abrieron las puertas de Radio 15 para hacerse cargo de los arreglos y la producción musical de varios artistas, como Óscar Golden, Lyda Zamora, Alex González, Ernesto Satró, Kenny Pacheco, Los Martins y Las Estrellas de Fuego, entre otros. Más adelante tocó en un programa llamado "El show de los frenéticos" junto a Óscar Golden. Con el apoyo de Alfonso Lizarazo logró tocar en un programa de radio que posteriormente pasó a la televisión llamado Juventud moderna, y en la emisora Radio 15 tocó junto con Los Ampex como banda de apoyo.
Su primer disco, El rey de la nueva ola, fue editado en 1966 por discos Philips e incluye temas de Paul Anka, el argentino Johnny Tedesco, Héctor Ulloa, Ludwig van Beethoven, y un tema propio, llamado "Nunca me olvides". Su segundo disco Camino...la ciudad fue grabado en 1967, para Estudio 15. Es un álbum en donde se distancia de la sonoridad "garagera" del primer álbum y se afianza como una "gran figura de la canción melódica y la balada" En este segundo trabajo participaron Rodrigo García, de Los Speakers, Óscar Lasprilla y Yamel Uribe, de Los Ampex, y Manuel Jiménez, de Los Streaks La canción que da nombre a este segundo disco, una guabina en clave de bossa nova, fue el tema de entrada de la telenovela "Destino la ciudad", producida por RTI, con Judy Henríquez y Álvaro Ruiz como protagonistas La canción fue bien recibida por el público, y un año después fue grabada por Franck Pourcel, compositor y arreglista de muzak En esta época fue habitual su colaboración con distintos músicos de las bandas de rock, como Arturo Astudillo, con quienes integró orquestas y bandas de soporte para las sesiones de grabación y los shows en vivo.
En 1967, junto a Los Speakers, Los Ampes y Óscar Golden encabezó la gira de conciertos "Milo a go-gó" y recorrió así todo el país. A finales de los años sesenta editó los discos "Enamorado y feliz" y "Harold en México" En 1975, graba el álbum "Evolución", acompañado por músicos como el tecladista José Gallegos y el baterista Carlos Cardona, un álbum de funk registrado en los estudios Ingesón De este disco, destaca la canción "Busque el gato", que sirvió para publicitar pilas Pese a su gran calidad, el disco no tuvo el recibimiento esperado. Después de él, Harold se dedicó a crear arreglos para otras voces melódicas y componer jingles publicitarios, como el de Chocolate Sol y el de Magicolor Después de "Evolución", Harold grabó el sencillo "Discos & Cintas", en 1983, y un larga duración con clásicos del rock de los años 50, para la disquera Hitazo, en 1991
Años después se retira de la música. En el 2012 sufrió un infarto de miocardio que mantuvo hospitalizado por meses, hasta su recuperación en 2014. En abril de 2017, volvió a quedar en crisis de salud, por problemas cardíacos, lo que lo lleva posteriormente a la muerte, el 1 de mayo de 2017. Harold fue esposo de la actriz cómica de Sábados felices, María Auxilio Vélez.

## Composiciones
- Destino la ciudad
- Déjala que se vaya
- Rock de la cárcel
- Vida mía
- Mickey Mouse